# Minsk Cup
De Minsk Cup is een eendagswielerwedstrijd die sinds 2015 jaarlijks wordt verreden in de omgeving van het Wit-Russische Minsk. De koers maakt onderdeel uit van de UCI Europe Tour, met een classificatie van 1.2. De koers wordt een dag voor de GP Minsk verreden.

## Lijst van winnaars

### Overwinningen per land
| Zeges | Land                        |
| ----- | --------------------------- |
| 2     | Oekraïne                    |
| 1     | Polen, Rusland, Wit-Rusland |